# Związek Religijny Czeskich Unitarian
Związek Religijny Czeskich Unitarian (w oryginale: Unitarian Nabozenska spolecnost ceskych unitaru, po angielsku: The Religious Society of Czech Unitarians) – organizacja zrzeszająca unitarian w Czechach, członek ICUU. 
Liczy około 600 członków, w tym 28 aktywnych ministrów. Należą do niej cztery kongregacje. Wydaje miesięczniki „Unitarian Letters”, „Announcer” i „Pilgrim”. 